# Bikurim

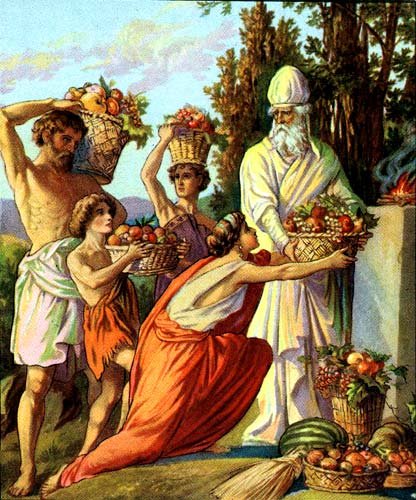
Ilustración de Deuteronomio 26:1-11

Bikurim (en hebreo: ביכורים) (en español: "Primeros frutos") es el undécimo tratado del séder Zeraim ("Semillas") de la Mishná y del Talmud. Todas las versiones de la Mishná contienen los primeros tres capítulos, y algunas versiones contienen un cuarto capítulo. Los tres capítulos que se encuentran en todas las versiones discuten principalmente el mandamiento (que se encuentra en Deuteronomio 26:1-11) de traer los bikurim (las primicias) al Templo de Jerusalén y hacer una declaración al traerlo. Como es común en la Mishná, también se discuten asuntos relacionados.
El primer capítulo discute quién tiene la responsabilidad de dar los primeros frutos y hacer la declaración, quién necesita dar los primeros frutos pero no hacer la declaración, y quién no puede dar los primeros frutos. Entre los que traen los primeros frutos pero no hacen la declaración están los conversos, por lo que otras opiniones rabínicas respecto a las diferencias entre las obligaciones de los conversos y los nacidos judíos también se discuten aquí. Esta diferencia para los conversos no fue aceptada por el rabino Judá Bar Ilai y más tarde por Maimónides, y su posición se ha convertido en la norma para la comunidad judía.
El segundo capítulo, hace una comparación y una clasificación legal entre la terumah, el maaser (el segundo diezmo, que tuvo que ser traído a Jerusalén y consumido allí) y los bikurim, y hace otras comparaciones legales entre las frutas, los árboles y los vegetales; entre la sangre de los seres humanos y la sangre del ganado y los animales salvajes; y entre los animales salvajes, el ganado y la mezcla entre el ganado y los animales salvajes. 
El tercer capítulo describe completamente el proceso de traer las primicias al Templo durante el festival de Shavuot. 
El cuarto capítulo, que sólo se incluye a veces, se origina en la Tosefta y compara las leyes relativas a los hombres, las mujeres y las personas de sexo intermedio, incluidas las personas sin genitales y los andróginos. 
No hay ninguna Gemará de este tratado en el Talmud de Babilonia. El Talmud de Jerusalén tiene una Gemará sobre bikurim, en la que las leyes de la Mishná se discuten de la manera habitual, con algunas citas, entre ellas cabe mencionar Levítico 19:32. 
"Te levantarás ante una persona venerable y respetarás a los ancianos," 
Este séder también trata sobre el valor del título zaken (anciano) conferido a los eruditos de la Tierra de Israel (Eretz Israel) y de la Diáspora judía.